# 錢璐
錢璐（1928年4月8日—2020年10月1日），台灣女演員，丈夫是演員曹健。

## 生平
錢璐生於天津 ，1946年加入話劇團演戲，後被演員曹健遊說進入軍中劇團當女主角，並與曹健日久生情。1949年兩人來台，轉入國防部康樂總隊，從舞台劇演到電影，作品無數，曾在電影《窗外》演過林青霞的父母。1960年代老三台陸續成立，兩人成為電視台的基本演員。
錢璐於1983年演出電視劇《星星知我心》中彬彬的奶奶，並於1985年演出漢聲劇團舞台劇《藍與黑》。1980年代中，錢璐息影。

## 演出作品

### 電影
- 路（1967）
- 今天不回家（1969）
- 丈夫與我（1969）
- 盜龍冠（1969）
- 你的名字就是愛（1969）
- 武林六傑（1969）
- 老爺夜總會（1970）
- 像霧又像花（1970）
- 女人女人（1970）
- 長江一號（1970）
- 十八羅漢（1970）
- 有錢新娘（1970）
- 警告逃妻（1970）
- 春宵花弄月（1970）
- 痴心的人（1970）
- 岳母大人（1970）
- 隴上春痕（1971）
- 騙術大王（1971）
- 說謊的丈夫（1971）
- 妙想天開（1971）
- 寸草稚子心（1972）
- 女拳師（1972）
- 淘氣夫妻（1972）
- 夜女郎（1972）
- 窗外（1973）
- 鬼馬小淘氣（1974）
- 老與小（1974）
- 玩命（1975）
- 門裡門外（1975）
- 浪花（1976）
- 天皇巨星（1976）
- 碧雲天（1976）
- 嗨親愛的（1977）
- 法網追蹤（1977）
- 風鈴，風鈴（1977）
- 無敵飛金剛（1977）
- 我伴彩雲飛（1978）
- 早安台北（1979）
- 土地公（1979）
- 結婚三級跳（1979）
- 再見台北（1979）
- 又見春天（1980）
- 小城故事（1980）
- 就是溜溜的她（1980）
- 郭素月棺中產子（1980）
- 愛的羽毛在飄（1982）

### 電視劇
- 浮生若夢（1962）
- 古道斜陽（1969）
- 名伶淚（1971）
- 吾愛吾家（1972）
- 百合花（1972）
- 六姊妹（1973）
- 周三劇場－圓房（1976）
- 周三劇場－甘霖（1976）
- 私房錢（1980）
- 江山萬里情（1981）
- 星星知我心（1983）
- 星星的故鄉（1984）
- 苦心蓮（1984）
- 阿郎與彬彬（1985）
- 我心深處（1986）

### 舞台劇
- 藍與黑（1961）
- 遊園驚夢（1982）
- 藍與黑（1985）

## 外部連結
- 錢璐在互联网电影资料库（IMDb）上的資料（英文）（英文）
- 錢璐在香港影庫上的簡介
- 錢璐在时光网上的簡介（简体中文）